# Алексеев, Анатолий Алексеевич (военный)
Анатолий Алексеевич Алексеев (р. 1 января 1950 года в Псковской области) — российский политик. Был капитаном 1-го ранга (сент. 1991, звание снято в мае 1992).
Окончил Ленинградское высшее военно-морское инженерное училище им. Ф. Э. Дзержинского (1972).
Служил 12 лет на Тихоокеанском флоте.
В 1984 году переведен в Кронштадт преподавателем школы техников ВМФ, где в 1990 году избран народным депутатом России. Работал председателем Комиссии Верховного Совета РСФСР по проверке причин гибели от травматизма военнослужащих и военных строителей, защите их законных прав и интересов.
В сентябре 1991 года был назначен председателем Комитета по делам военнослужащих и членов их семей при Президенте СССР.
Затем председатель Всесоюзного совета родителей военнослужащих. Затем председатель Совета родителей военнослужащих СНГ.